# Saga Becker
Saga Becker (nascida em Eringsboda, 1988) é uma atriz sueca. Ela é mais conhecida por sua atuação no filme Something Must Break (2014), pelo qual foi premiada com um Guldbagge de Melhor Atriz, fazendo dela a primeira pessoa transgênero a ganhar este prêmio.

## Carreira
Saga Beckerfez sua estreia no cinema no filme Something Must Break (2014), da diretora Ester Martin Bergsmark, baseado no romance You Are the Roots That Sleep at My Feet and Keep the Earth in Place, de Eli Levén. Em abril de 2014, viajou para Nova York para a estreia no Tribeca Film Festival. Por seu papel como a personagem Sebastian/Ellie no filme, ela ganhou o Prêmio Guldbagge de Melhor Atriz em 2015.
Em 2015, tornou-se embaixadora da organização Suicide Zero, uma organização que trabalha na prevenção de suicídios.

## Filmografia
- 2014: Nånting måste gå sönder ... Sebastian/Ellie
- 2017: Fuckgirls (Curta-metragem)
- 2017: En natt på slottet ... Ela mesma (TV)
- 2022: Fördom och stolthet - En queer filmhistoria ... Ego